# Baldassarre Carrari il Vecchio
Baldassarre Carrari, detto il Vecchio (fl. XIV secolo), è stato un pittore italiano, appartenente alla scuola forlivese del XIV secolo.
Egli viene così detto per distinguerlo da un altro pittore dello stesso nome (Baldassarre Carrari il Giovane).
Visse nella turbolenta e vivace Forlì della metà del XIV secolo (risulta essere stato attivo nel 1354), fu discepolo di Giotto e fu influenzato dal pittore giottesco Guglielmo degli Organi, suo concittadino.
Ebbe a sua volta molti discepoli, fra cui Melozzo.